# جيسي بارنز
جيسي بارنز (بالإنجليزية: Jesse Barnes)‏ هو لاعب كرة قاعدة أمريكي، ولد في 26 أبريل 1892 في بيركينز في الولايات المتحدة، وتوفي في 9 سبتمبر 1961 في سانتا روزا في الولايات المتحدة.

## وصلات خارجية
- جيسي بارنز على موقعبيزبول رفرنس.كوم (الدوري الرئيسي) (الإنجليزية)
- جيسي بارنز على موقعبيزبول رفرنس.كوم (الدوري الثانوي) (الإنجليزية)
- جيسي بارنز على موقع جمعية أبحاث البيسبول الأمريكية (الإنجليزية)
- جيسي بارنز على موقع مشجعي الرسوم البيانية (الإنجليزية)
- جيسي بارنز على موقع قاعة كنساس للمشاهير الرياضية (مؤرشف) (الإنجليزية)